# Mariner 2
Mariner 2 (Mariner-Venus 1962) je američka sonda koja je prva proletjela kraj Venere i poslala podatke. Sonda je prva koja je uspješno istražila okoliš drugog planeta. Sonda je nastala kao modifikacije Bloka 1 lunarnih sondi Ranger. Za lansiranje je korištena raketa Atlas Agena. Prvotno je bilo planirano lansiranje pomoću rakete Atlas Centaur, ali kašnjenje u razvoju i testiranju rakete onemogućilo je njegovu upotrebu. Mariner 2 je zato morao biti pojednostavljen i izostavljeni su mnogi instrumenti. Sonda je svoju misiju uspješno izvršila 14. prosinca 1962. kada je prošla na 34.773 km iznad površine Venere. Mariner 2 je svoju misiju trebao odraditi u tandemu s Marinerom 1, ali potonja sonda nije uspješno lansirana zbog kvara na raketi nosaču.